# Brittany Pierce
Brittany Susan Pierce è un personaggio della serie televisiva Glee, interpretato da Heather Morris; è una cheerleader del liceo McKinley, nella terza stagione si fidanzerà con Santana Lopez e nella sesta stagione le due si sposeranno.

## Trama
All'inizio della prima stagione, Brittany Pierce è una cheerleader dei "Cheerios" del liceo McKinley della città di Lima, in Ohio. Entra a far parte del glee club insieme alle compagne Quinn Fabray e Santana Lopez, su ordine della coach Sue Sylvester, col compito di spiare il coro e distruggerlo dall'interno. Anche se non viene mai specificatemente chiarito, nel corso delle prime puntate sembra avere una relazione con Mike Chang. Nel corso della seconda stagione intraprende una relazione sentimentale con Artie, un compagno membro del glee club. Nell'episodio Britney/Brittany ammette di sentirsi insicura circa le sue doti musicali e di aver vissuto tutta la sua vita all'ombra della sua più nota «omonima», Britney Spears (sostiene infatti che il suo secondo nome inizi con la "S", al che il suo nome suonerebbe come Brittany S-Pierce). Nell'episodio canta, sotto l'effetto di un'anestesia totale, le canzoni I'm a Slave 4 U e Me Against the Music riacquistando fiducia in sé stessa. In Per un bicchiere di troppo fa il suo debutto nel glee club cantando Tik Tok di Kesha. Da sempre molto legata alla migliore amica Santana, si dichiara bisessuale quando ammette di ricambiare i sentimenti che l'amica prova per lei, ma di amare anche Artie (Sexy).
Si metterà poi, dopo essere stata lasciata da Santana, con Sam, che intanto le aveva confessato di provare dei sentimenti per lei nell'episodio Canto del cigno. Le due tuttavia si rimetteranno insieme, nonostante le proteste della nonna di Santana che ancora non accetta l'omosessualità della nipote: nella sesta stagione si sposano in un matrimonio a quattro insieme a Kurt e Blaine.

## Creazione e casting
Heather Morris viene accreditata come guest star a partire dal secondo episodio della prima stagione, quando fa la sua prima apparizione. Morris voleva inizialmente intraprendere una carriera da attrice, finché non ricevette invece l'offerta di lavorare al tour mondiale di Beyoncé Knowles come ballerina. Il coreografo Zach Woodlee si rivolse a lei come consulente per insegnare agli attori del cast di Glee la coreografia di Single Ladies e la ballerina finì per essere assunta per interpretare una terza cheerleader. Inizialmente il personaggio parla a mala pena, ma il ruolo crebbe di portata quando gli sceneggiatori scoprirono che la Morris aveva il dono di sferrare brevi frasi ad effetto comico.
Durante la prima stagione Brittany non ha interpretato alcuna canzone, nonostante l'attrice sperasse in un debutto. Il 27 aprile 2010 Michael Ausiello di Entertainment Weekly riportò la notizia che Morris sarebbe stata promossa a personaggio regolare con la seconda stagione.

## Caratterizzazione
Molte delle battute di Brittany sono recitate senza copione, improvvisate o suggerite da Murphy durante le riprese. Brittany dice generalmente cose che qualunque altro personaggio non direbbe, brevi frasi nonsense che la fanno apparire «letteralmente fuori di testa». Brittany sostiene di «trovare le ricette confusionali», è convinta che «il suo gatto legga il suo diario» e non sa quale sia la sua mano destra e quale la sinistra. È cordiale con tutti gli altri personaggi; Morris ha spiegato che Brittany «vuole bene a tutti, di chiunque si tratti», perciò sorride sempre ed è buona con tutti. L'attrice ha dichiarato inoltre di essersi ispirata al personaggio di Karen Smith del film Mean Girls, interpretando Brittany non tanto come una stupida ma come una persona innocente.
Al pannello di Glee del Paley Festival, nel marzo 2010, Murphy dichiarò che Brittany e Santana si sarebbero baciate nella prima stagione. Quando le attrici Heather Morris e Naya Rivera chiesero informazioni riguardo allo sviluppo dei loro personaggi, Murphy disse che le relazioni tra i personaggi della serie non sarebbero state dettate dal pubblico, ma solo dal naturale scorrere degli eventi. Nella seconda stagione il personaggio di Brittany si dichiara infine bisessuale.

## Accoglienza
Jarrett Wieselman del New York Post ha paragonato Brittany al personaggio di Sue Sylvester, indicandole come due tra i «più divertenti personaggi fuori di testa della televisione». Wieselman, sin dalla sua introduzione, ha scritto che Brittany «ha dato sempre di più da fare, e sempre meno da pensare» e che il risultato consiste in «uno dei personaggi più incompetenti che sia mai riusciti a trovare qualcosa da mettere addosso al mattino». Anche Megan Masters di E! Online ha paragonato Brittany al personaggio di Jane Lynch, sostenendo che le battute nonsense della prima sono degne rivali di quelle di Sue. Ha chiamato Brittany «brillantemente senza cervello» e ringraziato gli autori di Glee per averla creata, sostenendo che «mai prima d'ora avevamo avuto il piacere di goderci un personaggio tanto stupido quanto adorabile in televisione».
Dorothy Snarker di AfterEllen.com ha lodato la coppia Brittany/Santana, coniando la parola macedonia "Brittana".
Nel gennaio 2010 Heather Morris e Naya Rivera hanno vinto uno Screen Actors Guild Award for Outstanding Performance by an Ensemble in a Comedy Series. Nello stesso anno sono state nominate come "Coppia lesbica favorita" ai Visibility Awards di AfterEllen.com

## Performance musicali
Brittany ha fatto il suo debutto come cantante nell'episodio della seconda stagione Britney/Brittany.
| Episodio                   | Titolo della canzone | Artista originale             | Con                            |
| -------------------------- | -------------------- | ----------------------------- | ------------------------------ |
| Britney/Brittany           | I'm a Slave 4 U      | Britney Spears                | solista                        |
| Britney/Brittany           | Me Against the Music | Britney Spears (feat.Madonna) | Santana Lopez                  |
| Per un bicchiere di troppo | Tik Tok              | Kesha                         | Nuove Direzioni                |
| Sexy                       | Landslide            | Stevie Nicks                  | Holly Holliday e Santana Lopez |
| New York                   | My Cup               |                               | Artie Abrams                   |
| Esprimi un desiderio       | Candyman             | Christina Aguilera            | Mercedes Jones e Santana Lopez |
| Sadie Hawkins              | Locked Out of Heaven | Bruno Mars                    | Nuove Direzioni                |
| Britney 2.0                | Gimme More           | Britney Spears                | solista                        |
| Britney 2.0                | Hold It Against Me   | Britney Spears                | solista                        |

## Curiosità
- Ha un gatto di nome Lord Tubbington, e pensa che quest'ultimo legga il suo diario segreto e fumi di nascosto.
- Lei afferma di essere l'omonima 'non-famosa' di Britney Spears, in quanto il suo secondo nome inizia con la lettera S e il suo nome completo sarebbe Brittany S.Pierce.
- I compagni hanno soprannominato lei e Santana Brittana, mentre quando Brittany usciva con Artie, i due venivano chiamati Bartie.